# كين ديفيز
كين ديفيز (بالإنجليزية: Ken Davies)‏ هو محاسب وسياسي أسترالي، ولد في 8 يوليو 1948 في لونغريتش في أستراليا. حزبياً، نشط في حزب العمال الأسترالي. وقد انتخب عضو المجلس التشريعي ولاية كوينزلاند عن دائرة Electoral district of Mundingburra ‏ (19 سبتمبر 1992 – 8 ديسمبر 1995) وفي 1989 Queensland state election ‏، انتخب عضو المجلس التشريعي ولاية كوينزلاند عن دائرة Electoral district of Townsville ‏ (2 ديسمبر 1989 – 19 سبتمبر 1992).